# Géopolitique des années 1990
La géopolitique des années 1990 décrit les relations internationales dans le monde durant la dernière décennie du XXe siècle. Cette description prend en considération les principaux événements politiques, militaires et économiques qui les caractérisent et présente les grandes tendances observées durant ces années et comment elles annoncent le début du XXIe siècle.
La guerre froide prend fin par étapes entre 1989 et 1991 en conséquence de l'explosion du bloc de l'Est et de la dislocation de l'Union soviétique. Elle signifie la fin du monde bipolaire qui a dominé les relations internationales depuis 1945 et son remplacement pour la dernière décennie du XXe siècle par un monde unipolaire très largement dominé par les États-Unis, seule superpuissance,.
Le dénouement de la guerre froide bouleverse le paysage géopolitique de l'Europe, établit le modèle politique et économique occidental comme une référence incontestée dans la plus grande partie du monde, et laisse aux Occidentaux la maîtrise de l'architecture de sécurité et de défense en Europe. Dans le même temps, la Russie succède à l'Union soviétique au plan du droit international et de la possession de ses armes nucléaires.
L'espoir qu'un nouvel ordre mondial stable et pacifique succède à la guerre froide est vite déçu. Le XXIe siècle s'ouvre au contraire dans un désordre grandissant lié à la multiplication d'acteurs nouveaux étatiques ou non-étatiques, générateurs de nombreux conflits.

## Fin de la guerre froide et du monde bipolaire
La guerre froide prend fin par étapes entre 1989 et 1991 en conséquence de l'explosion du bloc de l'Est et de la dislocation de l'Union soviétique. La fin de la guerre froide ne se résume pas à une date mais est un processus qui a duré plusieurs années, jalonné par quelques évènements qui servent fréquemment de référence pour la dater, parmi lesquels certains en sont plus particulièrement symboliques :
- La chute du mur de Berlin, le 9 novembre 1989, tant l'Allemagne et Berlin ont été pendant les cinquante années précédentes au cœur de la guerre froide en Europe et le sujet des deux crises les plus sérieuses sur ce continent, le blocus de 1948 et la crise de 1958 qui aboutit à la construction du mur de Berlin en 1961. La réunification de l'Allemagne est chose faîte le 3 octobre 1990 ;
- La signature de la Charte de Paris pour une nouvelle Europe et du traité INF de démantèlement des missiles nucléaires en Europe, à Paris en novembre 1990 dans le contexte du sommet de la CSCE, qui rassemble tous les pays d'Europe, les États-Unis et le Canada ;
- La dislocation de l'URSS, le 26 décembre 1991, événement majeur de l'histoire du XXe siècle puisque disparaît l'un des deux protagonistes de la guerre froide, précédé pendant trois ans d'une cascade d'évènements traduisant l'accélération de son affaiblissement et l'émergence de son état successeur, la fédération de Russie.

Les États-Unis sont désormais la seule grande puissance dans le monde. La Russie n'en possède plus comme attribut que son arsenal nucléaire hérité de l'URSS. L'Europe n'est plus coupée en deux et s'engage dans la construction d'une Union européenne ambitieuse et ouverte aux pays du centre et de l'Est du continent. En Asie, en Afrique, en Amérique centrale, des conflits périphériques de la guerre froide s'achèvent. La fin de la guerre froide s'accompagne dans les premières années de la décennie 1990 d'une certaine euphorie, qu'illustrent les thèses très médiatisées de Fukuyama qui y voit la victoire définitive de la démocratie libérale sur les autres idéologies politiques.

## Bouleversement du paysage géopolitique de l'Europe

### Réunification de l'Allemagne
Quand l'Europe de l'Est communiste se désagrège, la principale question politique à traiter est celle de la réunification de l'Allemagne que le chancelier Kohl veut mener très rapidement mais qui suscite des réticences au Royaume-Uni et en France,. Elle suppose aussi l'accord des Soviétiques en particulier sur la question de la participation de l'Allemagne à l'OTAN et le devenir des 380 000 militaires soviétiques stationnés sur le territoire de la RDA.
Le 28 novembre 1989, à peine trois semaines après l’ouverture du mur, le chancelier ouest-allemand Helmut Kohl présente, sans concertation préalable avec ses partenaires Européens, son plan en dix points en vue d'une réunification rapide de l'Allemagne, qu'il est décidé à mener à bien le plus vite possible. Le président du soviet suprême, Mikhaïl Gorbatchev, accepte rapidement l'idée de la réunification allemande : le 30 janvier 1990, il déclare à Modrow, éphémère dirigeant de la RDA, qu’il ne s’opposera pas à une réunification allemande, position qu'il confirme lors de sa rencontre avec Kohl les 10 et 11 février 1990.
Les États-Unis adoptent début 1990 une triple ligne politique face aux bouleversements européens : appui à l'unification rapide de l'Allemagne mais son appartenance à l'OTAN en est une condition sine qua non, présence forte des États-Unis en Europe via la pérennisation de l'OTAN et le maintien de troupes américaines sur le sol européen, et conclusion d'un traité de réduction des forces conventionnelles en Europe entre les membres de l'OTAN et du pacte de Varsovie. Il s'agit d'assurer la pérennité du système de défense atlantique et la solidité de l’ancrage occidental de la future Allemagne. Pour rendre ce « paquet » acceptable par les Soviétiques, les Américains sont prêts à des concessions sur le statut militaire du territoire de la RDA, à soutenir Gorbatchev dans sa politique de réforme et à ouvrir des « négociations 2+4 » sur les aspects extérieurs de la réunification. La diplomatie américaine parvient à mettre en œuvre ce schéma qui conditionne largement le paysage géopolitique de l'Europe des années 1990 et du début du XXIe siècle.
La rencontre de Bush et de Kohl à Camp David les 24 et 25 février 1990 scelle l'entente germano-américaine sur les termes de l'unification allemande,. Lors de la rencontre entre Gorbatchev et Kohl en juillet 1990, le Soviétique accepte l’appartenance de l’Allemagne réunifiée à l’OTAN en échange d'une aide financière.
Le 13 février démarrent à Ottawa les « négociations 2+4 » entre les deux États allemands et les quatre Alliés vainqueurs de la Seconde Guerre mondiale. Malgré sa souveraineté presque entièrement retrouvée en 1955 par les accords de Paris, les quatre Alliés conservent des droits sur l’Allemagne. Leurs positions diffèrent : les États-Unis soutiennent totalement la réunification, tandis que la Grande-Bretagne y est initialement hostile ; l’Union soviétique se montre très changeante et la France, après avoir émis des réticences, se rallie assez vite à l’idée de réunification. La dynamique imposée par Kohl et l'affaiblissement de Gorbatchev ouvrent rapidement la voie à un accord : le traité « 2+4 » de Moscou est signé le 12 septembre 1990,.
La réunification de l'Allemagne selon les modalités définies par les deux Allemagne dans le Einigungsvertrag est effective le 3 octobre 1990. En complément, l'Allemagne reconnaît le caractère définitif de la frontière Oder-Neisse en signant avec la Pologne le traité sur la frontière germano-polonaise le 14 novembre 1990. L'Allemagne retrouve la plénitude de sa souveraineté lorsque les dernières troupes russes quittent Berlin le 11 juin 1994,.

### La Russie, État successeur de l'Union soviétique
Initialement sceptiques sur la réalité de la volonté de changement de Gorbatchev, les Occidentaux ne lui apportent leur soutien qu'à partir de 1989, en partie aussi par crainte que des éléments conservateurs ne reprennent le pouvoir et reviennent à une ligne dure d'affrontement avec l'Ouest.
Les accords d'Alma-Ata signés par les onze ex-républiques soviétiques créent la CEI et établissent la Russie en tant qu'État successeur de l'Union soviétique aux plans du droit international et de la possession des armes nucléaires. Elle hérite donc du siège permanent au Conseil de sécurité de l'ONU. Elle n'est cependant que partiellement associée par les Occidentaux à la définition du nouvel ordre mondial stable et pacifique que George H. W. Bush appelle de ses vœux.

### Transformation des démocraties populaires d'Europe centrale et orientale

#### Transformation politique et économique accélérée
| Pays            | Date                |
| --------------- | ------------------- |
| Albanie         | mars 1991 mars 1992 |
| Bulgarie        | juin 1990           |
| Hongrie         | mars-avril 1990     |
| Pologne         | juin 1989           |
| Roumanie        | mai 1990            |
| Tchécoslovaquie | juin 1990           |

Les régimes communistes s'effondrent dans tous les pays de l'Europe centrale et orientale (PECO) en 1989 ou 1990. Les causes en sont multiples : l'usure de dirigeants souvent au pouvoir depuis des décennies, la fin annoncée par Gorbatchev de l'interventionnisme soviétique pour maintenir par la force les régimes en place et son soutien aux réformateurs à l'image de la politique qu'il mène, les difficultés économiques ou encore la pression populaire. Les partis communistes sont partout dissous, parfois reformés sous un autre nom. Ces bouleversements se produisent partout sans effusion de sang sauf en Roumanie. Les nouveaux dirigeants sont soit issus des ailes réformatrices du PC, soit des figures emblématiques comme Václav Havel ou Lech Wałęsa. Partout, le multipartisme renait, des élections législatives sont organisées et de nouvelles institutions mises en place sur le modèle démocratique occidental.

#### Politiques d'aide occidentale aux PECO
Les PECO manquent des ressources et des compétences que requiert leur bascule rapide vers un modèle économique radicalement différent. L'effondrement du système communiste s'accompagne d'une chute du pouvoir d'achat du plus grand nombre, de l'accroissement des inégalités et d'augmentation de la pauvreté. L'aide apportée par les Occidentaux est distribuée suivant plusieurs canaux et prend de multiples formes. Les aides multilatérales émanent de la CEE puis de l'UE, des institutions financières européennes, la BEI et la BERD, ou mondiales, le FMI et la Banque mondiale. Les aides bilatérales sont le fait des États ou d'organisations privées, ONG et banques nationales,,. Dans le but de les coordonner, les 24 principaux pays donateurs, dits G-24, mettent en place un processus de coordination des aides.
La CEE aide financièrement les PECO à se transformer à condition qu'ils s'engagent sur la voie de la démocratie et de l'économie de marché. En juillet 1989, la CEE lance le programme Pologne-Hongrie Assistance à la Restructuration des Économies (PHARE), qui est étendu en 1990 à l'ensemble des PECO. Puis en avril 1991, la CEE établit la Banque européenne pour la reconstruction et le développement (BERD) pour financer des investissements productifs. En dix ans, de 1990 à 1999, le programme PHARE alloue 10,89 milliards d'euros aux PECO.
La multiplicité des aides rend difficile d'en évaluer précisément l'importance et l'impact. Sur la décennie 1990, elle serait au total d'un montant proche de 90 milliards d'euros dont un tiers de dons et deux tiers de crédits à taux préférentiel. Plus de la moitié proviendrait de l'UE ou de ses États membres. Le bilan de ces aides fait débat : son ampleur limitée eu égard aux besoins, sa dispersion liée au grand nombre de canaux, la qualité souvent médiocre des assistances techniques fournies n'ont pas suffi à faciliter la transformation des PECO et à en adoucir les effets sur les populations. Cependant, la mobilisation réelle et rapide de l'Europe de l'Ouest et l'approfondissement de l'Union européenne ont entretenu leur volonté des PECO d'opérer le plus rapidement possible les mutations requises pour la rejoindre,.

#### Établissement de liens institutionnels entre les PECO et l'Union européenne
En parallèle de l'aide matérielle apportée aux PECO, la CEE établit entre 1991 et 1993 des liens institutionnels bilatéraux avec chacun des PECO sous la forme d'un « accord d'association », aussi appelé « accord européen », qui comporte un volet commercial et un volet politique,,,.
Puis l'Union européenne dont un des piliers fondateurs est la « politique étrangère et de sécurité commune » (PESC), conçoit de nouveaux types d'accords, les « accords de partenariat et de coopération » (APC) dans lesquels les volets commerciaux et économiques sont complétés par un volet politique par lequel les États signataires souscrivent à certains engagements politiques en matière de droits de l’homme, d'application des principes relatifs à l'État de droit et à la démocratie. L'UE conclut un APC en 1998 avec l'Ukraine et la Moldavie, et en 1999 avec six États du Caucase et d'Asie centrale nés de la disparition de l'URSS,.
Au début de la décennie suivante, l’UE lance la Politique européenne de voisinage (PEV) « afin d’éviter l’émergence de nouvelles lignes de division entre l’UE élargie et nos voisins et de renforcer la prospérité, la stabilité, la sécurité de tous ».

### Éclatement de la Yougoslavie
La disparition de Tito en 1980 entraîne un affaiblissement du pouvoir central en Yougoslavie et la montée des nationalismes tout au long de la décennie suivante. Le parti au pouvoir, la Ligue des communistes de Yougoslavie, structuré en branches régionales, est emporté en 1990 par la vague de contestation qui affecte toute l'Europe centrale et de l'Est. Les élections libres organisées au printemps 1990 dans les six républiques portent au pouvoir des partis nationalistes et indépendantistes en Croatie et en Slovénie qui proclament leur indépendance le 25 juin 1991,.
Les affrontements meurtriers qui éclatent alors entre la Serbie et ces deux États sont les premiers en Europe depuis 1945 entre des États s'affirmant souverains. D'autres conflits suivent dans l'ex-Yougoslavie qui ne connaît pas la paix de toute la décennie 1990. Ils placent la communauté internationale face à des questions complexes de formation de nouveaux États, de droit à l'auto-détermination et de droit des minorités. Le souvenir de 1914 et l'horreur des massacres montrés par les médias conduisent la CEE et l'ONU à intervenir, initialement sans grand effet, conduisant les États-Unis à s'impliquer. Ces conflits contribuent à modeler le monde de l'après guerre froide : les États-Unis se lancent sous la présidence de Bill Clinton dans une politique extérieure très interventionniste et l'OTAN se transforme pour être capable de conduire des opérations extérieures. L'OTAN intervient sous mandat de l'ONU en Bosnie-Herzégovine à partir de 1993. Puis l'OTAN intervient dans la guerre du Kosovo en bombardant la Serbie sans mandat de l'ONU puis en déployant sur le terrain la KFOR, force multinationale sous mandat de l'ONU.

## Approfondissement et élargissement de l'Europe des Douze
En 1990, la CEE compte douze États membres, tous géographiquement localisés dans la partie occidentale de l'Europe. Elle a montré dans les années 1980 sa capacité à évoluer. Elle a accueilli trois nouveaux membres dans la foulée de leur bascule d'un régime dictatorial à un régime démocratique, l'instaurant de facto comme une condition à la possibilité d'adhérer à la CEE,. L'Acte unique européen de 1986 a aussi montré la capacité de la CEE à faire évoluer ses institutions communautaires, à organiser l'achèvement du marché intérieur, à aborder de nouveaux champs de compétences et initier une politique étrangère européenne. Enfin, la CEE lance à partir de 1987 le processus qui aboutira à l'Union économique et monétaire. Ce bilan positif des années 1980 et l'impulsion donnée par Mitterrand, Kohl et Delors expliquent pour une part l'attractivité de la CEE sur les PECO, en transition vers la démocratie et l'économie de marché,.

### Lien étroit entre approfondissement de l'Europe et réunification de l'Allemagne
L’approfondissement de l’Europe est lié étroitement à la fin de la guerre froide en ce qu’il est vu par la France en accord avec l’Allemagne comme le moyen clef pour renforcer la nouvelle détente résultant de la politique de Gorbatchev et faire de l’Europe occidentale le noyau de référence d’une Europe réunifiée. Le Conseil européen des 8 et 9 décembre 1989 à Strasbourg survient quelques semaines après la chute du mur de Berlin. Le sommet s'ouvre dans une certaine tension entre les trois « grands » d'Europe, mais s'achève par un double accord décisif pour l'avenir de l'Europe, portant à la fois sur la réalisation de l’Union Économique et Monétaire et le règlement de la question allemande. La déclaration finale adoptée sur l'Europe centrale et orientale appuie en termes prudents toutefois l'unification de l'Allemagne : « Nous recherchons le renforcement de l'état de paix en Europe, dans lequel le peuple allemand retrouvera son unité à travers une libre autodétermination. Ce processus doit se réaliser pacifiquement et démocratiquement, dans le respect des accords et traités et de tous les principes définis par l'acte final d'Helsinki, dans un contexte de dialogue et de coopération Est-Ouest. Il doit également se situer dans la perspective de l'intégration européenne »,.
Quelques mois plus tard, le Conseil européen du 28 avril 1990 à Dublin adopte une position nettement plus claire sur la réunification de l'Allemagne dont il se « félicite vivement ». Dans le même temps, la France et l'Allemagne s'accordent pour avancer en parallèle vers l'union économique et monétaire et sur l'union politique, en contrepartie de l'unification de l'Allemagne et dans la perspective de l'élargissement à terme de l'Europe des Douze : leurs propositions aboutissent début 1992 au traité de Maastricht qui instaure l'Union européenne, dont l'un des piliers est la politique étrangère et de sécurité commune (PESC).

### Élargissement de l'UE vers l'Est
Dans son rapport « L'Europe et le défi de son élargissement » de juin 1992, la Commission trace les perspectives d'une UE à vingt ou trente membres qu'elle voit comme une chance historique et dont elle définit les conditions essentielles de respect de l'identité européenne, du statut démocratique et des droits de l'homme.
Le principe de l'adhésion des PECO associés à l'Union européenne est reconnu par le Conseil européen de Copenhague en juin 1993, assorti de la définition des critères relatifs à leurs institutions politiques et à leur économie que ces pays doivent respecter pour être admis. La Hongrie introduit sa demande d'adhésion à l'UE le 31 mars 1994, suivie par les autres PECO, initiant un processus qui aboutira dix ans plus tard.

### Relations entre la Russie et l'UE
La disparition de l'Union soviétique le 26 décembre 1991 et la naissance de l'Union européenne par le traité de Maastricht du 7 février 1992 fondent un cadre géopolitique radicalement nouveau en Europe au début des années 1990,,.
La négociation de l'APC entre la Russie et l'Union européenne débute dès le printemps 1992 et s’ouvre officiellement à Bruxelles le 25 novembre 1992. Les deux parties peinent à s'entendre sur le volet politique relatif aux valeurs démocratiques, un compromis est finalement trouvé en juin 1994. Le déclenchement en décembre 1994 de la première guerre menée par les Russes dans leur province sécessionniste de Tchétchénie entraîne la suspension du processus de ratification de l'accord. L'accord de partenariat et de coopération entre la Russie et l'Union européenne entre finalement en vigueur le 1er décembre 1997,.
Sans attendre la signature des APC, devant l'urgence de la situation, Bruxelles lance TACIS I (Technical Assistance to the Commonwealth of Independent States) le 29 décembre 1991, quelques jours après la création de la CEI. TACIS II est lancé le 11 décembre 1999.
La prochaine étape importante est l'adoption d'une stratégie commune de l'UE sur la Russie au cours du sommet de Cologne du 4 juin 1999. Lui faisant écho, lors du sommet UE - Russie, qui a lieu le 22 octobre 1999 à Helsinki, le Premier ministre russe Vladimir Poutine présente la nouvelle stratégie russe sur le développement des relations avec l’UE au cours de la période 2000-2010. Le point de départ de ce document en est la vision de la place de la Russie en Europe, « puissance mondiale s'étendant sur deux continents, [qui veut] garder sa liberté afin de définir et de mener sa propre politique intérieure et extérieure [et préserver] les avantages que lui confère le fait d'être un État eurasiatique et le pays le plus important de la CEI ». Il en découle logiquement que la Russie n'a pas pour objectif d'adhérer à l'Union européenne mais souhaite développer toutes les coopérations possibles,,,,,,.

## Propagation du modèle politique et économique occidental

### Démocratie et libéralisme, modèle de référence dominant
La Charte des Nations unies ne définit pas de modèle politique de référence. Les États-Unis et leurs principaux alliés européens ont en commun d'être les plus anciennes démocraties du monde contemporain. Largement un héritage de Wilson, la promotion de la démocratie a toujours été un des axes de la politique américaine. Dans le contexte de la guerre froide, les Occidentaux se présentent comme le « monde libre » et affirment la supériorité de leur modèle politique démocratique et économique libéral. Autant qu'un affrontement classique entre puissances, la guerre froide fut une guerre idéologique : sous cet angle, sa fin marque avant tout l'échec du système communiste dans sa forme instaurée par Staline et l'impuissance de Gorbatchev à le réformer.

### Un modèle favorisé par les Occidentaux
Forts de leur position dominante dans le monde, les Occidentaux promeuvent partout dès la fin des années 1980 leur modèle politique et économique qu'ils voient comme le seul à même d'assurer la paix et la prospérité.
Devenue la seule super puissance, les États-Unis promeuvent l'instauration du modèle occidental démocratique et libéral dans tout l'ancien bloc de l'Est et lui conditionnent leur aide. Lors de sa première rencontre formelle avec Boris Eltsine en avril 1993, Clinton apporte le soutien financier des États-Unis à l'évolution de la Russie vers la démocratie et l'économie de marché portée par Eltsine, dont ils souhaitent le succès afin d'écarter la menace d'un retour au pouvoir de nationalistes ardents qui compromettrait le désarmement nucléaire, la gestion en commun de certains conflits régionaux, au Proche-Orient ou dans l'ex-Yougoslavie, ainsi qu'une approche conjointe des questions de sécurité en Europe,.
L'Europe des Douze promeut explicitement « l'établissement d'une démocratie pluraliste, fondée sur la primauté du droit, le plein respect des droits de l'homme et les principes de I'économie orientée vers le marché » selon les termes des conclusions du Conseil européen de Dublin des 25 et 26 juin 1990.
Les critères de Copenhague formulés par le Conseil européen en juin 1993 définissent les conditions d'accession à l'Union européenne, née avec le traité de Maastricht signé le 7 février 1992 et entré en vigueur le 1er novembre 1993. Ces critères précisent que l'adhésion requiert de la part du pays candidat qu'il ait des institutions stables garantissant la démocratie, la primauté du droit, les droits de l'homme, le respect des minorités et leur protection, l'existence d'une économie de marché viable ainsi que la capacité de faire face à la pression concurrentielle et aux forces du marché à l'intérieur de l'Union. Pour que le Conseil européen décide de l'ouverture des négociations, le critère politique doit être rempli.

### Propagation du modèle démocratique dans le monde
| Région                 | 1988 | 2000 |
| ---------------------- | ---- | ---- |
| Amériques              | 15   | 23   |
| Europe                 | 18   | 36   |
| Afrique                | 4    | 11   |
| Proche et Moyen-Orient | 3    | 2    |
| Asie                   | 9    | 13   |

En quelques années, le nombre de pays doté d'institutions démocratiques croît partout dans le monde, sauf au Proche et Moyen-Orient. L'évolution est la plus spectaculaire en Europe où chutent tous les régimes communistes et naissent ou renaissent de nouveaux pays indépendants dans l'ex-URSS et l'ex-Yougoslavie : selon les données du projet Polity IV, l'Europe qui comptait dix-huit régimes démocratiques et huit régimes politiques autoritaires en 1988, en compte respectivement trente-six et deux en 2000. À cette date, seuls l'Azerbaïdjan et la Biélorussie ne sont pas des démocraties.
En Amérique centrale et du Sud, les États-Unis mettent fin à leur politique de soutien systématique à des dictatures qu'ils justifiaient par la nécessité d'endiguer le communisme : huit pays basculent entre 1988 et 2000 vers la démocratie et Cuba reste le seul pays encore sous le régime du parti unique. L'Afrique connait une évolution similaire à une échelle moindre toutefois : onze pays d'Afrique sur quarante-cinq sont gouvernés démocratiquement en 2000, ils n'étaient que quatre en 1988 ; beaucoup de régimes ont cependant évolué d'une pure autocratie vers un régime partiellement démocratique : les données Polity IV n'en recensent plus que cinq en 2000 contre trente-sept en 1988. En Asie, les évolutions sont plus contrastées : les cinq anciennes républiques soviétiques d'Asie centrale devenues indépendantes sont toutes soumises à des régimes autoritaires. Six pays ont adopté un régime plus démocratique, parmi lesquels l'Indonésie et la Thaïlande, mais deux ont connu une évolution inverse, le Pakistan et le Myanmar. En revanche, cette vague démocratique n'atteint pas le Proche et le Moyen-Orient.

### Mondialisation économique et financière

#### Le dogme néolibéral
La mondialisation n'est pas un phénomène nouveau, l'essor industriel et les colonisations au XIXe siècle en ont été une première forme. La globalisation de la fin du XXe siècle repose sur la vague de fond de l'idéologie néolibérale qui se répand depuis le début des années 1980. Elle se fonde sur la croyance que les principes du marché libre et compétitif conduisent à l’ordre économique le plus efficient et rationnel. Elle implique l'amenuisement du rôle de l’État dans le pilotage économique et financier, et si ce n'est la disparition de l'« État-providence » du moins sa moindre préhension de redistribution sociale des richesses. La mainmise des États-Unis et dans une moindre mesure des Européens sur le système financier mondial qui s'est internationalisé depuis les années 1970 et l'imposition du néolibéralisme conduisent les nouveaux États d'Europe de l'Est mais aussi beaucoup d'États en Asie ou en Amérique latine à adopter ce modèle et à entrer dans le mouvement de globalisation.

#### Mondialisation économique
| Années    | Croissance du PIB | Croissance du commerce | Ratio |
| --------- | ----------------- | ---------------------- | ----- |
| 1980-1985 | 3,2 %             | 2,9 %                  | 0,9   |
| 1985-1990 | 3,8 %             | 5,7 %                  | 1,6   |
| 1990-1995 | 2,6 %             | 6,1 %                  | 2,3   |
| 1995-2000 | 3,6 %             | 7,0 %                  | 1,9   |
| 2000-2005 | 2,9 %             | 5,0 %                  | 1,7   |

La fin de la guerre froide élargit le périmètre géographique de développement du commerce mondial que la révolution continue des transports et des communications ainsi que la délocalisation des productions dans des pays à bas coûts de main d'œuvre vont aussi accélérer. Durant la décennie 1990, les obstacles liés à la politique commerciale, droits de douane et mesures non tarifaires, diminuent significativement. Les négociations du « Cycle d'Uruguay » aboutissent au remplacement du GATT par l'Organisation mondiale du commerce (OMC) le 1er janvier 1995 et à de nombreux accords qui favorisent le libre-échange. Le commerce mondial croît environ deux fois plus vite que la production.
La décennie 1990 est aussi caractérisée par la montée de la puissance économique de pays émergents, en Asie notamment. La Chine représentait 1,1 % des exportations de marchandises en 1980, part qu'elle porte à 2 % en 1990 et 4 % en 2000. Dans le même temps, la part des États-Unis reste stable supérieure à 12 % tandis que celle de l'UE passe de 45 % à 39 %.
Pareillement, la part du PIB de la Chine dans le monde passe de 2,2 % à 4,5 % entre 1990 et 2000. Cette croissance est le résultat des réformes économiques entreprises par Deng Xiaoping dans les années 1980 et poursuivies par Jiang Zemin au pouvoir durant les années 1990. Elle prépare son avènement comme une puissance régionale majeure du début du XXIe siècle.

#### Transition difficile de l'économie planifiée à l'économie libérale
En Europe de l'Est et en Russie, le passage rapide d'une économie planifiée sur le modèle soviétique à une économie de marché totale, sans une longue période de transition, est beaucoup plus difficile que ce que les nouveaux dirigeants et leurs conseillers occidentaux avaient promis. Le PIB baisse initialement dans tous ces pays. Certains retrouvent la croissance rapidement, comme la Pologne dès 1992 ou la Hongrie et quelques autres en 1994. La Russie s'enfonce dans la crise et ne connaît un rebond qu'à partir de 1999 qui lui permet de retrouver en 2006 seulement le niveau de 1989,.

## Nouvelle architecture de sécurité et de défense en Europe
L'architecture de sécurité de l'Europe est durant la guerre froide dominée par l'OTAN et le pacte de Varsovie. Sa fin établit une nouvelle architecture de sécurité européenne autour de trois dimensions principales, la dimension transatlantique via l'OTAN, la dimension ouest-européenne avec la CEE sur le chemin de sa transformation en l'Union européenne, et la dimension paneuropéenne avec la CSCE.
La désagrégation du bloc de l'Est entraîne logiquement la dissolution du pacte de Varsovie le 1er juillet 1991. La RDA s'en était retirée dès le 30 septembre 1990 dans le cadre du processus de réunification de l'Allemagne.

### Pérennisation de l'OTAN
La question du devenir de l'Alliance atlantique et de l'OTAN se pose également,. Les États-Unis et les Européens s'accordent sur le fait que l'OTAN demeure le pilier de la sécurité en Europe dans une vision transatlantique. George H. W. Bush rencontre François Mitterrand par deux fois pour en tracer les modalités,,. Le sommet de l'OTAN à Londres en juillet 1990 arrête les grandes lignes de la transformation de l'OTAN et invite les États membres du pacte de Varsovie à établir avec l'OTAN des liaisons diplomatiques régulières.
Le sommet de l'OTAN Rome en novembre 1991 se conclut par une Déclaration sur la Paix et la Coopération, l'adoption du nouveau concept stratégique de l'OTAN et la création du Conseil de coopération nord-atlantique, : organe de concertation entre l'OTAN et l'Est, il accueille dans un premier temps l'URSS, les PECO et les trois États baltes, puis en avril 1992 les anciennes républiques soviétiques membres de la CEI. La réunion inaugurale du CCNA se tient le 20 décembre 1991, alors même que l'Union soviétique disparaît. Lors du sommet de Bruxelles en janvier 1994, l'OTAN lance le « Partenariat pour la Paix ». Ce programme, ouvert aux États membres du CCNA et de la CSCE, propose une coopération bilatérale plus approfondie dans les domaines politiques et militaires. Il peut constituer une étape vers l'adhésion à part entière à l'OTAN, qui entend mener à bien son élargissement aux États démocratiques à l'Est.
La Russie est opposée à cet élargissement. En contrepartie, l'OTAN met en place une relation bilatérale spécifique avec la Russie : le 27 mai 1997, est signé à Paris l'Acte fondateur sur les relations, la coopération et la sécurité mutuelles entre l'OTAN et la Fédération de Russie. Le texte précise que « l'OTAN et la Russie ne se considèrent pas comme des adversaires », donc pas tout à fait comme des alliés.

### Émergence de l'Europe politique et d'une «identité européenne de défense»
L'un des trois piliers constitutifs de l'Union européenne qui voit le jour par le traité de Maastricht est une politique étrangère et de sécurité commune (PESC) qui « inclut l'ensemble des questions relatives à la sécurité de l'Union européenne, y compris la définition à terme d'une politique de défense commune, qui pourrait conduire, le moment venu, à une défense commune ».
L'OTAN prend acte de « l'évolution de [la] Communauté européenne vers l'union politique, et notamment vers l'affirmation d'une identité européenne dans le domaine de la sécurité, [qui] contribuera aussi à renforcer la solidarité atlantique et à établir un ordre pacifique juste et durable dans l'Europe toute entière ».
Les Douze définissent lors des réunions du Conseil européen leur vision du devenir de l'Europe et des conditions de sa sécurité future. Ils appuient le développement du rôle de la CSCE dont ils attendent qu'elle joue un « rôle decisif […] dans I'architecture future de !'Europe et dans l'élaboration d'un nouvel ensemble de relations entre les États participants, fondées sur les principes de l'acte final d'Helsinki ». Les Douze jouent un rôle important dans la préparation du sommet de la CSCE à Paris et lui assignent pour objectif qu'il « apporte une contribution decisive au renforcement de la stabilité et de la coopération en Europe ainsi qu'au desarmement ». Ils affirment aussi leur volonté de renforcer « leur coordination en vue de définir et d'exprimer une position commune » lors de ce sommet.

### Institutionnalisation de la CSCE
La CSCE constitue depuis 1973 un pôle majeur d'activité diplomatique sur les questions de sécurité et de défense en Europe,. L'Europe des Douze appuie le développement du rôle de la CSCE dont elle attend qu'elle joue un « rôle decisif […] dans I'architecture future de !'Europe et dans l'élaboration d'un nouvel ensemble de relations entre les États participants, fondées sur les principes de l'acte final d'Helsinki ». Deuxième sommet, après celui d'Helsinki en 1975, le sommet de Paris se tient du 19 au 21 novembre 1990. Seule institution rassemblant à sa fondation des États de l'Ouest et de l'Est, la CSCE est naturellement le forum légitime pour tenter d'instaurer une nouvelle architecture de sécurité stable dans une Europe en pleine recomposition. Dans cet objectif, ce sommet adopte la Charte de Paris pour une nouvelle Europe et crée une série d’institutions permanentes de la CSCE.
Les événements de 1991, disparition de l'URSS et conflits dans l'ex-Yougoslavie, conduisent à décider lors d'un troisième sommet à Helsinki les 9 et 10 juillet 1992, à renforcer l'action de la CSCE en matière de prévention et de gestion des conflits, et d’aide à la transition démocratique dans les régimes post-communistes.

## Un monde à peine moins en guerre

### Accords de non-dissémination des armes nucléaires de l'ex-URSS
Le traité START est signé en juillet 1991 par l'URSS qui disparait peu après : fin 1991, quatre États de l'ex-URSS ont sur leur sol des armes nucléaires stratégiques : la Biélorussie, le Kazakhstan, la Russie et l'Ukraine,. Ainsi, le Kazakhstan détient sur son sol 104 missiles intercontinentaux SS-18, 370 missiles de croisière, et 1 410 têtes nucléaires.
Après l'établissement d'un cadre commun posant les fondements juridiques de la dénucléarisation de l'ex-Union soviétique (accords d'Alma-Ata du 21 décembre 1991 et accord de Minsk du 30 décembre 1991), un accord, dit protocole de Lisbonne, est conclu le 23 mai 1992 entre ces nouvelles républiques et les trois dépositaires du traité de non-prolifération nucléaire, les États-Unis, le Royaume-Uni et la Russie. Cet accord stipule que la Russie est le seul État détenteur d’armes nucléaires stratégiques sur le territoire de l’ancienne URSS. Le 28 mars 1994 un accord fixe les modalités détaillées du processus de dénucléarisation, qui prévoit que les armes stratégiques soient transférées en Russie et les silos détruits. Le Kazakhstan devient ainsi le 24 avril 1995 le premier État dénucléarisé au monde. Un accord complémentaire, dit Mémorandum de Budapest, est signé avec l'Ukraine le 5 décembre 1994. En échange, les trois États qui renoncent à l'arme nucléaire reçoivent des garanties de sécurité concernant leur territoire et une importante aide économique chiffrée à plus de 900 millions de dollars. L’Ukraine manifeste plus de réticence à appliquer ces accords : le processus de transfert des armes stratégiques sur le territoire russe n'est complètement achevé qu’en 1996,,,,.

### Maîtrise relative de la prolifération nucléaire et des budgets militaires
| Région                 | 1989  | 1999  | Variation |
| ---------------------- | ----- | ----- | --------- |
| Total monde            | 1 394 | 1 016 | - 27 %    |
| États-Unis             | 589   | 405   | - 31 %    |
| Europe                 | 539   | 272   | - 50 %    |
| Proche et Moyen-Orient | 64    | 87    | + 36 %    |
| Asie                   | 138   | 183   | + 33 %    |

Au début des années 1990, les seules puissances nucléaires demeurent les cinq États qui le sont devenus durant la guerre froide, la seule évolution étant que la Russie ses substitue fin 1990 à l'URSS. Ces cinq États qui sont aussi les cinq membres permanents du Conseil de sécurité se sont engagés par le traité sur la non-prolifération des armes nucléaires à ne pas aider un autre pays à acquérir des armes nucléaires. Au cours de la première moitié des années 1990, la non-prolifération enregistre des succès avec les décisions de l'Afrique du Sud en 1991, de l'Argentine et du Brésil en 1994 et 1995 d'abandonner et de démanteler leur programme ; de plus, la France et la Chine ratifient le TNP en 1992, renforçant ainsi son universalité et sa légitimité. En revanche, au cours de la seconde moitié des années 1990 deux États, l'Inde et le Pakistan, deviennent à leur tour des puissances nucléaires en 1998 de façon officielle. Par ailleurs, Israël sans qu'il le reconnaisse officiellement, dispose très certainement de capacités nucléaires opérationnelles depuis probablement le courant des années 1980. À la fin des années 1990, le monde compte donc huit puissances nucléaires.
Durant toute la décennie 1990, les budgets consacrés aux dépenses de défense dans le monde baissent de 27 % entre 1989 et 1999 selon les statistiques publiées par le SIPRI. Ce mouvement de baisse concerne essentiellement les États-Unis et l'Europe dont les dépenses de défense diminuent respectivement de 31 % et de 50 %. En revanche, la hausse des dépenses militaires se poursuit au Proche et Moyen-Orient et en Asie avec des hausses respectives de 36 % et 33 % en dix ans.

### Retour de l'ONU au premier plan
| Décennie    | Résolutions votées | Vétos |
| ----------- | ------------------ | ----- |
| Années 1990 | 638                | 9     |
| Années 1980 | 185                | 46    |

L'ONU est dans les années 1980 une organisation largement paralysée et discréditée, et en butte à l'antagonisme des États-Unis. La fin de la guerre froide va permettre un retour au premier plan de l'ONU, dans l'esprit de ses fondateurs qui avait espéré que le Conseil de sécurité soit le gendarme du monde. Il redevient très actif : le nombre de résolutions rédigées en moyenne par an passe de quatorze entre 1945 et 1988 à soixante-quatre dans les années 1990. Ses interventions se multiplient : moins de 10 000 troupes étaient déployées dans des missions de l'ONU en 1987, elles sont 80 000 en 1995. Très peu d'interventions armées sont menées sans la caution d'une résolution du Conseil de sécurité l'autorisant. De façon générale, les cinq membres permanents collaborent activement et utilisent rarement leur droit de véto. Les opérations conduites par l'ONU deviennent plus ambitieuses et multi-dimensionnelles : il ne s'agit pas seulement de maintien de la paix ou d'interposition pour mettre fin à une crise, mais plus largement de participer à la « construction de la paix ». L'opération « Autorité provisoire des Nations unies au Cambodge » menée en 1992 et 1993 en est un exemple.

### Persistance de conflits et de guerres
En dépit de l'arrêt de plusieurs conflits périphériques liés à la guerre froide, parmi lesquels la guerre d'Afghanistan, la guerre entre l'Iran et l'Irak, ou encore la guerre civile d'Angola, le nombre de foyers de conflits demeure élevé durant toute la décennie.
| Type de conflit  | 1989 | 1991 | 1993 | 1995 | 1997 | 1999 |
| ---------------- | ---- | ---- | ---- | ---- | ---- | ---- |
| Interétatique    | 2    | 2    | -    | 1    | 1    | 2    |
| Interne          | 27   | 34   | 29   | 28   | 27   | 23   |
| Internationalisé | 5    | 2    | 5    | 2    | 4    | 6    |

Les conflits interétatiques demeurent très peu nombreux et toujours brefs à l'exception de la guerre intermittente larvée qui oppose l'Inde et le Pakistan pour le contrôle du Cachemire. L'invasion du Koweït par l'Irak en 1990, suivie par la guerre du Golfe, et la guerre entre l'Érythrée et l'Éthiopie à la fin de la décennie sont les deux seuls conflits entre États.
De nouveaux conflits internes internationalisés naissent dans des États nouveaux en Asie centrale issus du démembrement de l'URSS, la guerre du Haut-Karabagh en Azerbaïdjan et la guerre civile du Tadjikistan. De même, l'éclatement de la Yougoslavie en six États est à l'origine de plusieurs guerres entre 1991 et 2001. Ces guerres ethniques font beaucoup de victimes civiles et surtout engendrent d'importants déplacements de populations.
| Type de conflit  | 1989   | 1991   | 1993   | 1995   | 1997   | 1999   |
| ---------------- | ------ | ------ | ------ | ------ | ------ | ------ |
| Interétatique    | 868    | 21 884 | -      | 99     | 55     | 48 078 |
| Interne          | 42 775 | 47 765 | 28 307 | 26 491 | 24 393 | 21 867 |
| Internationalisé | 10 662 | 587    | 8 488  | 1 840  | 15 227 | 10 633 |
| Total            | 54 305 | 70 236 | 36 795 | 28 430 | 39 675 | 80 578 |

L'Afrique connaît aussi plusieurs conflits internationalisés : la guerre civile sierra-léonaise dure pendant toute la décennie, la république démocratique du Congo est en guerre à partir de 1996 pendant six ans. Les affrontements armés reprennent en Angola à partir de 1998 jusqu'en 2002.
Les guerres civiles demeurent les plus nombreuses et les plus meurtrières, même si leur nombre et leur intensité diminuent progressivement durant la décennie : le pic est atteint en nombre en 1991, année où l'UCDP (en) en recense trente-quatre. Leur nombre décroit jusqu'à vingt-trois en 1999. Une quinzaine de ces conflits durent huit ans ou plus, illustrant la difficulté de trouver des solutions aux questions ethniques à l'origine de la plupart d'entre eux : l'Afghanistan, le Sri Lanka, le Soudan, sont notamment dans ce cas. À l'opposé, le génocide des Tutsi au Rwanda en 1994 ne dure que cent jours mais cause la mort de 800 000 rwandais selon l'ONU, ce qui en fait de loin le plus terrible massacre de population civile de cette décennie.

## À la recherche d'un nouvel ordre mondial
Célébrant la victoire de la coalition dans la première guerre d'Irak le 6 mars 1991 devant le Congrès, George H. W. Bush proclame sa confiance dans l'avènement d'un « nouvel ordre mondial » stable et pacifique,,. Le bouleversement du paysage géopolitique de l'Europe s'opère de manière pacifique, des accords de réduction des armements nucléaires (traités INF et START) et conventionnels (traité CFE) sont signés, de nombreux États adoptent des institutions démocratiques. Mais avant même la fin des années 1990, l'espoir d'un nouvel ordre mondial fondé sur la coopération, sur des valeurs partagées, sur le désarmement nucléaire et conventionnel et sur la prospérité s'est très largement évanoui.

### Le temps des espérances
À la fin de chacune des deux guerres mondiales du XXe siècle, les présidents des États-Unis, largement soutenus par les Européens, tentent d'établir un nouvel ordre mondial, garant de la paix pour tous. Woodrow Wilson veut remodeler la société internationale selon les principes énoncés en 1918 dans son programme en quatorze points, qui inspire en partie la conférence de paix de Paris et la fondation de la Société des Nations. Franklin Roosevelt tente de réussir là où Wilson a échoué, par la Charte de San Francisco et la fondation de l'Organisation des Nations unies en 1945. Mais la guerre froide coupe le monde en deux et domine les relations internationales pendant quarante-cinq ans. Sa fin pacifique offre une fois encore une fenêtre d'opportunité pour établir un nouvel ordre mondial.
François Mitterrand, Helmut Kohl ou encore Mikhaïl Gorbatchev veulent réunifier l'Europe avec l'obsession partagée que la nouvelle Europe à bâtir ne ressemble pas à celle de 1914 dont le morcellement et l'agitation des minorités conduisirent à la guerre. Le premier propose de bâtir une « Confédération européenne », le second considère que l'élargissement de l'UE est un devoir moral des Allemands vis-à-vis de leurs voisins de l'Est, le troisième met en avant la « Maison commune européenne ». Lancé par le président de la République française fin 1989, le projet de Confédération européenne se heurte finalement à l'opposition des pays d'Europe de l'Est auxquels il était prioritairement destiné, qui redoutent que la participation de l'Union soviétique et a contrario l'absence des États-Unis ne leur donne pas toutes les garanties de sécurité auxquelles ils aspirent et qui y voient aussi un moyen de retarder leur adhésion à l'UE,. Gorbatchev plaide pour instaurer une « Maison commune européenne » dès 1985, mais son dessein se brise avec la disparition de l'Union soviétique,.
En revanche, l'avènement de l'Union européenne, porté conjointement par la France et l'Allemagne, fonde en Europe de l'Ouest une organisation institutionnelle forte qui répond dans les domaines économiques et sociétaux aux aspirations de tous les États d'Europe de l'Est qui vont solliciter leur adhésion dès sa constitution à partir de 1993.
La guerre du Golfe de 1991 constitue aussi un test réussi de la capacité de l'ONU à retrouver sa vocation de gardien de la paix du monde, et de la communauté internationale à coopérer. L'Union soviétique n'oppose pas son véto à une intervention militaire contre l'Irak, même si elle ne participe pas à la coalition.

### Limites du «partenariat» avec la Russie
La plupart des dirigeants politiques américains estiment que les États-Unis ont gagné la guerre froide, considérant que la chute du régime communiste est avant tout la conséquence de la supériorité économique et technologique des États-Unis et de la politique ferme menée par l'administration républicaine de Ronald Reagan à partir de 1981 qui ont entrainé l'URSS dans une compétition qu'elle ne put soutenir,,. Durant deux ans, de fin 1989 à fin 1991, les Américains et les Européens pensent pouvoir mettre en place un nouvel ordre mondial avec l'Union soviétique dirigée par Gorbatchev qui s'y montre tout disposé. Mais l'État soviétique se disloque laissant en face des Occidentaux une Russie dirigée par Eltsine qui en même temps a besoin de coopérer avec eux mais aspire à retrouver sa pleine souveraineté et revendique le statut de grande puissance par héritage de l'Empire russe et de l'URSS.
L'idée de bâtir un nouvel ordre si ce n'est mondial du moins atlantique et européen doit pour se concrétiser reposer sur des institutions supranationales fortes dont les États-Unis, les Européens et la Russie seraient membres de plein droit. La seule avancée est l'institutionnalisation de la CSCE et l'adoption de la Charte de Paris pour régir les rapports entre ses membres mais sans que soient mises en place des structures qui permettraient d'en garantir l'application,.
La domination sans partage des États-Unis dans les années 1990 se traduit à l'égard de la Russie par une politique de coopération afin de favoriser la réussite des réformes libérales entreprises par Eltsine, mais pas par une politique de partenariat d'égal à égal qui aurait donné à la Russie une place dans la géopolitique mondiale à la mesure de son rôle dans l'histoire. Au sortir de la guerre froide durant la décennie 1990, la Russie dirigée par Eltsine est si faible qu'elle ne peut s'opposer à la politique extérieure des États-Unis qui imposent le maintien du système politique et de sécurité occidental basé avant tout sur l'OTAN, dont l'extension vers l'Est sera décidée quelques années plus tard. Les échanges sont cependant nombreux avec Boris Eltsine qui rencontre Bush puis Clinton à de nombreuses reprises. Boris Eltsine rencontre Bush à Camp David le 1er février 1992 puis à Washington les 16 et 17 juin 1992, et à Moscou en janvier 1993. Succédant à Bush en janvier 1993, Bill Clinton rencontre Eltsine à Vancouver en avril 1993 et à Moscou en janvier 1994 en vue de s'accorder sur les sujets de sécurité et de défense qui restent à régler pour solder la guerre froide et bâtir de nouvelles relations entre les États-Unis et la Russie, dans une perspective globale intégrant les anciennes républiques soviétiques devenues indépendantes et les États d'Europe centrale et de l'Est,,,.
Mais la Russie n'est membre ni de l'OTAN, ni de l'Union européenne et n'obtient pas la mise en place d'une organisation pan-européenne forte où elle aurait un rôle aussi important que la France ou l'Allemagne. Ce choix stratégique des États-Unis, cautionné par les Européens en son temps, favorisera au début du XXIe siècle l'émergence de la politique russe nationaliste et de reconquête d'une influence internationale menée par Vladimir Poutine.

### Les États-Unis, seule puissance mondiale
| PIB           | PIB 1990 | PIB 1999 | Variation 1999 / 1990 |
| ------------- | -------- | -------- | --------------------- |
| Monde         | 37,9     | 47,9     | 26 %                  |
| États-Unis    | 9,1      | 12,2     | 35 %                  |
| % E-U / Monde | 24 %     | 25,5 %   |                       |

La conviction très largement partagée dans les milieux politiques et intellectuels aux États-Unis de « l'exceptionnalisme américain » se traduit par deux tendances opposées, l'isolationnisme et l'interventionnisme, auxquelles la politique étrangère américaine emprunte toujours, mais à des degrés variables selon les Présidents.
La diplomatie américaine joue un rôle déterminant dans le dénouement de la guerre froide. Alors que certains en Europe pensaient que les États-Unis en saisiraient l'occasion pour se désengager des affaires du monde, George H. W. Bush choisit au contraire de réaffirmer la présence américaine en Europe et de jouer un rôle déterminant dans la restructuration politique du continent. Au Moyen-Orient, la guerre du Golfe menée par une coalition internationale où les États-Unis ont une place prépondérante démontre leur supériorité technologique et militaire écrasante du moins dans un conflit classique. Les Américains comptent capitaliser sur ce succès pour arriver à un règlement définitif des conflits dans cette région selon un plan d'ensemble articulé par le président américain en mars 1991, qui n'aboutira cependant pas.
En fonction de janvier 1993 jusqu'au-delà de la fin de la décennie 1990, Bill Clinton a pour principal objectif le développement économique du pays et des échanges internationaux. Son Administration est convaincue qu'il existe un lien fort entre la révolution démocratique et la révolution technologique qui permet d'accéder à l'information partout dans le monde. Face aux crises dans l'ex-Yougoslavie et dans d'autres parties du monde, les États-Unis adoptent une politique étrangère clairement interventionniste et une politique économique de mondialisation, les deux se nourrissant l'une de l'autre et s'appuyant sur la puissance du pays qui représente un quart de la richesse mondiale,. Les États-Unis justifient le plus souvent l'usage de la force par la légitimité morale de leur action au regard des principes démocratiques ou des droits de l'homme. La doctrine de politique étrangère de Clinton est formulée synthétiquement par la formule suivante : « Pour succéder à une doctrine d'endiguement, il faut une stratégie d'élargissement de la communauté mondiale libre des démocraties et des économies de marché. ».
Sur le plan diplomatique, Bill Clinton négocie avec succès les accords de paix de Dayton en 1995 qui mettent fin au conflit en Bosnie-Herzégovine, et les accords d'Oslo entre les palestiniens et les israéliens en 1993 dont les extrémistes des deux camps ne permettront pas qu'ils soient mis en œuvre.
Sur le plan militaire, les dépenses des États-Unis décroissent durant la décennie, mais représentent environ 40 % du total mondial ce qui conforte leur supériorité technologique et militaire écrasante. Selon un rapport du Congrès des États-Unis, des moyens militaires sont déployés hors du territoire américain dans plus de soixante opérations entre 1990 et 1999, dont la plupart sont toutefois d'ampleur et de durée limitées. En dehors de la guerre du Golfe, des opérations importantes sont menées en Somalie, dans l'ex-Yougoslavie et à Haïti avec des résultats inégaux. Les interventions successives en Somalie entre 1992 et 1995, sous mandat de l'ONU, se soldent par un échec qui pour une part est à l'origine du refus d'intervenir des États-Unis, et d'autres États, dans le génocide des Tutsi au Rwanda en 1994.

### Le temps des désillusions
Sur le sol même de l'Europe, qui vit de 1989 à 1991 dans une sorte d'état de grâce, les conflits qui se succèdent de 1991 à 2001 dans l'ex-Yougoslavie sont symptomatiques des fragilités qui la menacent. Les nationalismes et l'oppression des minorités demeurent des facteurs d'instabilité de l'Europe. Ces conflits mettent aussi en évidence les lacunes du système international en place au milieu de la décennie 1990 : la Russie reprend son autonomie et recommence à s'affirmer au niveau international en opposition aux Occidentaux, l'Union européenne n'a pas les moyens de faire prévaloir la paix dès lors que la diplomatie a échoué et que ses valeurs ne sont pas respectées par les autres parties, les États-Unis hésitent entre une politique extérieure strictement dictée par ses intérêts et une politique plus interventionniste de gendarme du monde, l'ONU montre à nouveau ses limites et les contradictions entre les principes de base du droit international, l'autodétermination des peuples et le respect des frontières, apparaissent en pleine lumière.